# Омфалот маслиновый
Омфало́т масли́новый (лат. Omphalotus olearius) — ядовитый вид пластинчатых грибов из семейства Негниючниковые (Marasmiaceae).

## Описание
Шляпка диаметром 4-10-12 см, толстая, плотно-мясистая, выпукло-, плоско- или вогнуто распростёртая, цвет оранжево-красный, оранжевый или оранжево-красновато-коричневый, на ощупь гладкая или мелко-прижато-чешуйчатая. Пластинки жёлтые или оранжево-жёлтые, очень низко спускаются на ножку, в темноте фосфоресцирующие. Споры 5—7 х 4,5—5,6 мкм, почти шаровидные. Ножка 4—14 х 0,7—3 см, вниз немного истончается, цветом шляпки, плотная, упругая. Мякоть желтоватая, плотная, с очень неприятным запахом.

## Экологияи распространение
На территории России встречается очень редко, преимущественно в Крыму. Растёт на пнях, гнилых стволах различных лиственных деревьев (дуб, граб) и кустарников. Сезон — сентябрь—октябрь. Ядовитый гриб.

## Употребление в пищу и признаки отравления

### Употребление в пищу
Содержит опасный токсин — мускарин, в связи с чем употребление в пищу ведёт к отравлению.

### Признаки отравления
Симптомы обычно возникают в течение 15—30 минут после приёма пищи и фокусируются на вегетативной нервной системе. К ним относятся чрезмерное слюноотделение, потоотделение, слезы, лактация (у беременных женщин), сильная рвота и диарея. Симптомы могут сопровождаться зрительными нарушениями, нерегулярным пульсом, пониженным кровяным давлением и затруднённым дыханием. 
Пострадавшие обычно восстанавливаются в течение 24 часов, но тяжёлые случаи могут привести к смерти из-за респираторной недостаточности. 
Атропин является специфическим противоядием, но его следует назначать очень аккуратно. 
Собаки особенно восприимчивы к мускарину.